# Parlamentsbibliothek (Ottawa)
Die Parlamentsbibliothek von Ottawa (engl.: Library of Parliament, franz.: Bibliothèque du Parlement) ist der Hauptaufbewahrungs- und Rechercheort von Akten und Schriften des kanadischen Parlaments. Das repräsentative Bauwerk ist Teil des Gebäudeensembles auf dem Parlamentshügel und liegt auf der Rückseite des mittleren Teils (Centre Block). Das Gebäude gilt als nationales Symbol und ist zusammen mit John Macdonald Motiv auf der 10-Dollar-Note des kanadischen Dollars.
Die Parlamentsbibliothek ging aus den Bibliotheken der Legislativen von Ober- und Unterkanada hervor. Die zwei Bibliotheken verschmolzen, als beide Teile Kanadas sich 1841 vereinten. Das viktorianisch-neugotische Gebäude wurde von Thomas Fuller und Chilion Jones entworfen und 1876 eröffnet. Die innere Gestaltung lehnen sich dabei an den Lesesaal des British Museum an. Seine 16 Strebebögen an der Außenseite erinnern an ein mittelalterliches Kapitelhaus. Nach dem Brand am 3. Februar 1916 wurde die Bibliothek mehrfach renoviert und vergrößert. 
Heutzutage führt die Bibliothek eine Sammlung von 600.000 Medien und wird von 300 Mitarbeitern unterhalten. Grundsätzlich haben nur Parlamentsmitglieder Zugang zur Parlamentsbibliothek; es gibt jedoch öffentliche Recherchemöglichkeiten. 